# Olanguéna Awono Urbain
Oui oui